# Yves Velan
Yves Velan (* 29. August 1925 in Saint-Quentin, Frankreich; † 6. Mai 2017 in La Chaux-de-Fonds, Schweiz) war ein französischsprachiger Schweizer Schriftsteller.

## Leben
Yves Velan, in Frankreich als Sohn eines Schweizers und einer Französin geboren, arbeitete nach seinen Studien an der Universität Lausanne als Gymnasiallehrer. Im Kanton Waadt erhielt er wegen seiner Mitgliedschaft bei der Parti ouvrier et populaire (POP) ein Arbeitsverbot, worauf er an ein Gymnasium in La Chaux-de-Fonds wechselte. Er lehrte Französische Literatur an der Universität Florenz, später an der University of Illinois.
Velan hatte 1959 bereits mit seinem ersten Roman Erfolg. 1990 wurde er für sein Gesamtwerk mit dem Grand Prix C. F. Ramuz ausgezeichnet. Er gehörte zu den Gründern der Gruppe Olten.

## Auszeichnungen
- 1959: Prix Fénéon für Je
- 1960: Prix de Mai für Je
- 1990: Grand Prix C.-F. Ramuz

## Werke
- Je. Roman. Seuil, Paris 1959
  - auf Deutsch: Ich. Übersetzung von Hans Rudolf Hilty. Kindler, München 1963
- La statue de Condillac retouchée. Roman. Seuil, Paris 1973
- Onir. Erzählungen. Galland, Vevey 1974
- Soft goulag. Roman. Galland, Vevey 1977
  - auf Deutsch: Soft Gulag. Übersetzung von Dres Balmer. Benziger, Zürich 1980
- Contre-pouvoir. Essay. Galland, Vevey 1978
- Le chat Muche. Kinderbuch. Vernay, Genève 1986